# Neuf-Marché
Neuf-Marché est une commune française située dans le département de la Seine-Maritime, en région Normandie.

## Géographie

### Localisation
Neuf-Marché un village normand du Pays de Bray situé dans la vallée de l'Epte limitrophe du département de l'Oise et proche de celui de l'Eure, à 7 km de Gournay-en-Bray, 18 km de Gisors, 18 km de Gerberoy, 19 km de Lyons-la-Forêt et 29 km de Beauvais.
L'Avenue verte London-Paris, itinéraire international à vélo qui relie Paris à Londres, en passant par Dieppe et Brighton passe par Neuf-Marché.

### Communes limitrophes
Les communes limitrophes sont Bouchevilliers, Martagny, Mesnil-sous-Vienne, Saint-Pierre-es-Champs, Ernemont-la-Villette et Montroty.
| Montroty        | Ernemont-la-Villette      |                               |
|                 | Neuf-Marché               | Saint-Pierre-es-Champs (Oise) |
| Martagny (Eure) | Mesnil-sous-Vienne (Eure) | Bouchevilliers (Eure)         |

### Géologie et relief
La superficie de la commune est de 17,71 km2 ; son altitude varie de 77  à   210 mètres.

### Hydrographie
La commune est située dans le bassin Seine-Normandie. Elle est drainée par l'Epte et  et un autre petit cours d'eau,.
L'Epte, d'une longueur de 113 km, prend sa source dans la commune de Compainville et se jette  dans la Seine à Notre-Dame-de-la-Mer, après avoir traversé 44 communes. Les caractéristiques hydrologiques de l'Epte sont données par la station hydrologique située sur la commune de Gournay-en-Bray. Le débit moyen mensuel est de 1,9 m3/s. Le débit moyen journalier maximum est de 37,4 m3/s, atteint lors de la crue du 3 janvier 2003. Le débit instantané maximal est quant à lui de 41 m3/s, atteint le 2 janvier 2003.

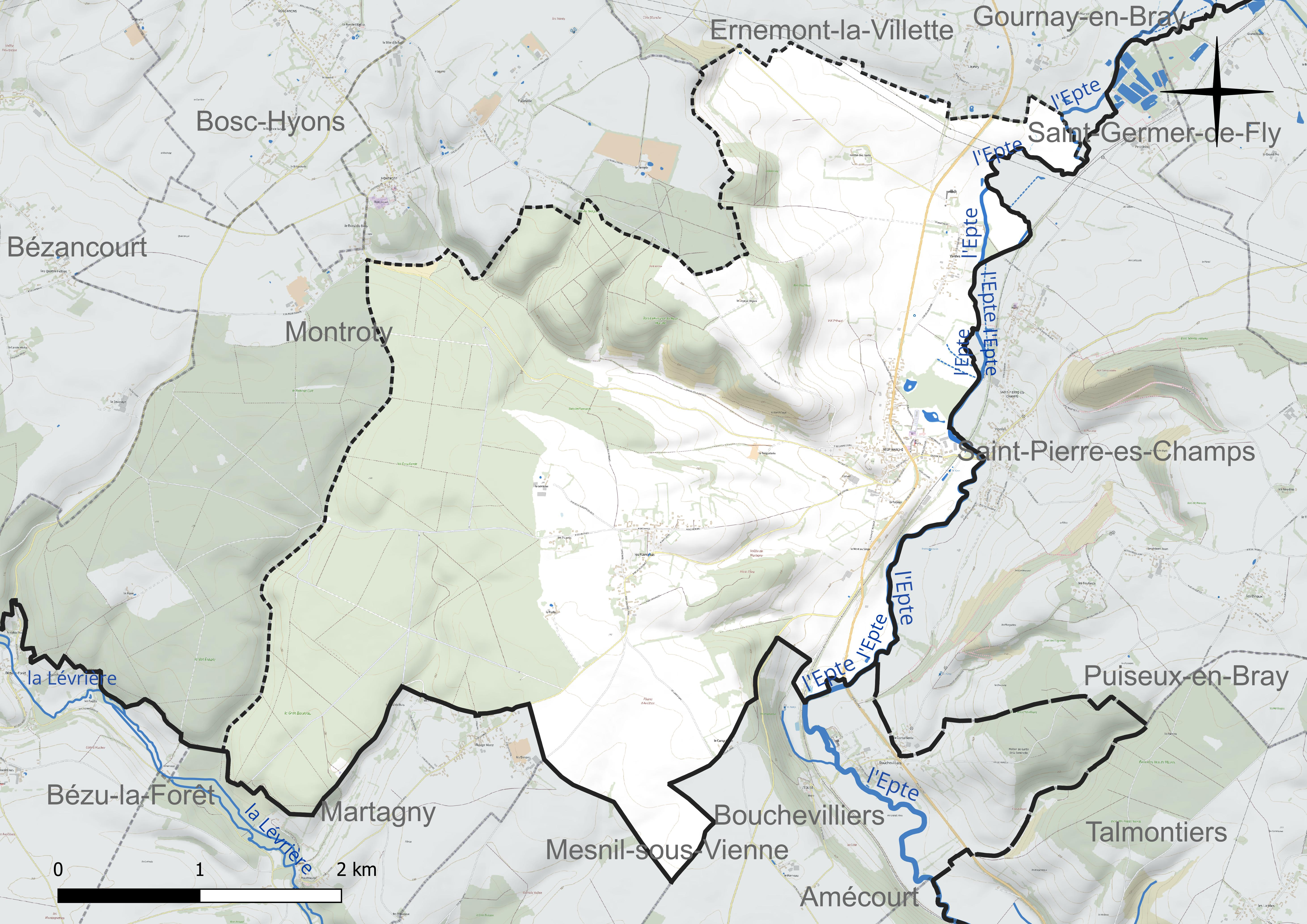
Réseau hydrographique de Neuf-Marché.

### Climat
Pour des articles plus généraux, voir Climat de la Normandie et Climat de la Seine-Maritime.
En 2010, le climat de la commune est de type climat océanique dégradé des plaines du Centre et du Nord, selon une étude du CNRS s'appuyant sur une série de données couvrant la période 1971-2000. En 2020, Météo-France publie une typologie des climats de la France métropolitaine dans laquelle la commune est exposée à un climat océanique et est dans une zone de transition entre les régions climatiques « Sud-ouest du bassin Parisien » et « Côtes de la Manche orientale ». Parallèlement le GIEC normand, un groupe régional d’experts sur le climat, différencie quant à lui, dans une étude de 2020, trois grands types de climats pour la région Normandie, nuancés à une échelle plus fine par les facteurs géographiques locaux. La commune est, selon ce zonage, exposée à un « climat contrasté des collines », correspondant au Pays de Bray, bien arrosé et frais.
Pour la période 1971-2000, la température annuelle moyenne est de 10,6 °C, avec une amplitude thermique annuelle de 13,9 °C. Le cumul annuel moyen de précipitations est de 762 mm, avec 12,1 jours de précipitations en janvier et 8 jours en juillet. Pour la période 1991-2020, la température moyenne annuelle observée sur la station météorologique la plus proche, située sur la commune d'Étrépagny à 15 km à vol d'oiseau, est de 11,3 °C et le cumul annuel moyen de précipitations est de 774,0 mm,. Pour l'avenir, les paramètres climatiques de la commune estimés pour 2050 selon différents scénarios d’émission de gaz à effet de serre sont consultables sur un site dédié publié par Météo-France en novembre 2022.

### Milieux naturels et biodiversité
Une partie de la Forêt domaniale de Lyons s'étend sur la commune.

### Natura 2000
Une partie du site Natura 2000 « Pays de Bray humide » s’étend sur la commune.
La zone spéciale de conservation du « Pays de Bray humide » est constituée de plusieurs entités paysagères, plus ou moins vastes, réparties sur le fond humide de la boutonnière du Pays de Bray, au substrat argileuse et sableux, et appartenant soit au bocage humide, soit au complexe forestier humide. Elle est majoritairement constituée de forêts, de tourbières et d’habitats d’eau douce.

## Urbanisme

### Typologie
Au 1er janvier 2024, Neuf-Marché est catégorisée commune rurale à habitat dispersé, selon la nouvelle grille communale de densité à sept niveaux définie par l'Insee en 2022.
Elle est située hors unité urbaine. Par ailleurs la commune fait partie de l'aire d'attraction de Paris, dont elle est une commune de la couronne,. Cette aire regroupe 1 929 communes,.

### Occupation des sols

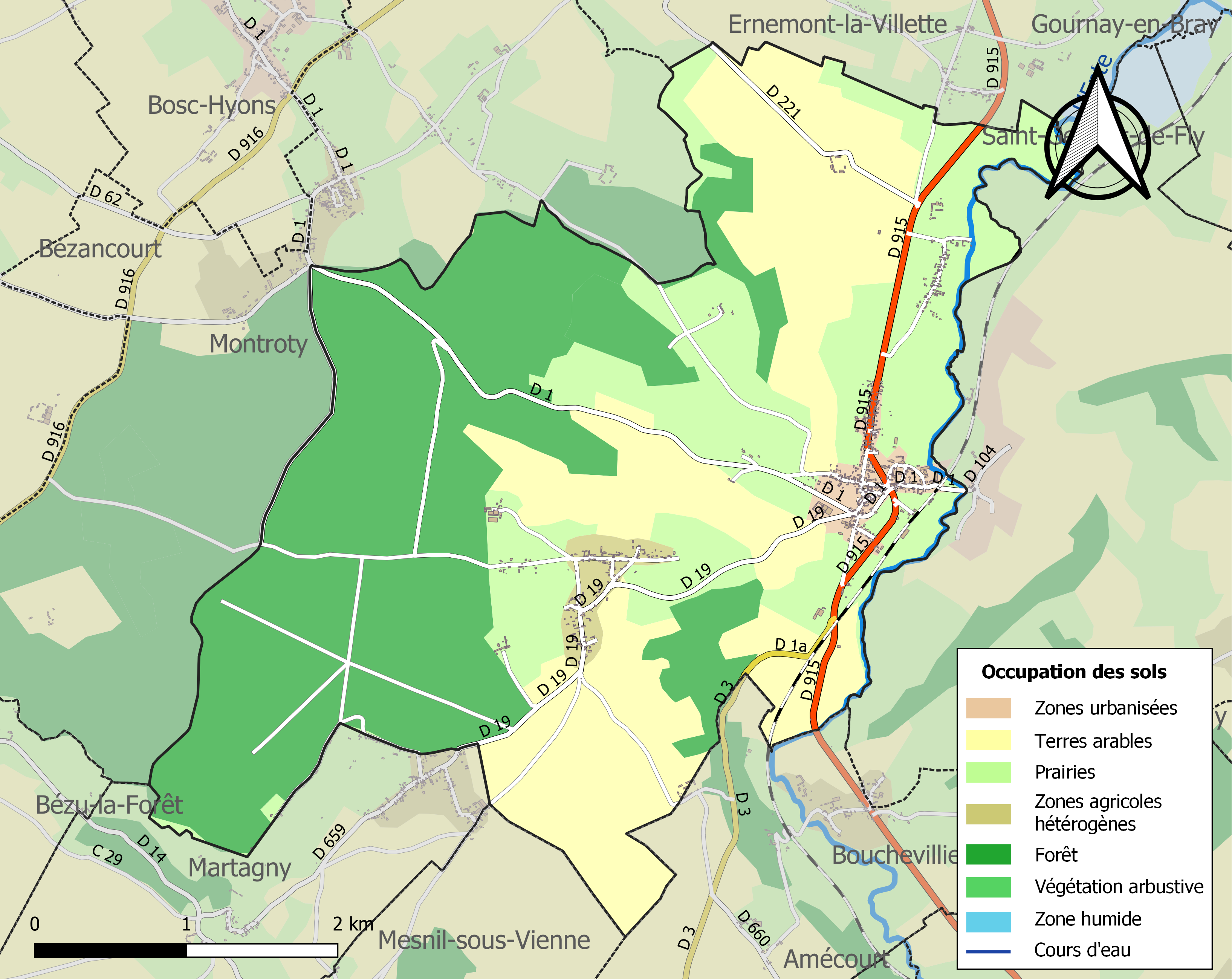
Carte des infrastructures et de l'occupation des sols de la commune en 2018 (CLC).

L'occupation des sols de la commune, telle qu'elle ressort de la base de données européenne d’occupation biophysique des sols Corine Land Cover (CLC), est marquée par l'importance des territoires agricoles (57,2 % en 2018), en augmentation par rapport à 1990 (56,3 %).
La répartition détaillée en 2018 est la suivante : forêts (40,8 %), terres arables (29,9 %), prairies (25,7 %), zones urbanisées (2 %), zones agricoles hétérogènes (1,6 %).
L'évolution de l’occupation des sols de la commune et de ses infrastructures peut être observée sur les différentes représentations cartographiques du territoire : la carte de Cassini (XVIIIe siècle), la carte d'état-major (1820-1866) et les cartes ou photos aériennes de l'IGN pour la période actuelle (1950 à aujourd'hui).

### Lieux-dits, hameaux et écarts
La commune comprend le hameau de Vardes, où se trouve le château de Vardes du XVIIe siècle.

### Habitat et logement
En 2021, le nombre total de logements dans la commune était de 341, alors qu'il était de 338 en 2016 et de 324 en 2011.
Parmi ces logements, 81 % étaient des résidences principales, 9,6 % des résidences secondaires et 9,3 % des logements vacants. Ces logements étaient pour 95 % d'entre eux des maisons individuelles et pour 4,7 % des appartements.
Le tableau ci-dessous présente la typologie des logements à Neuf-Marché en 2021 en comparaison avec celle de la Seine-Maritime et de la France entière. Une caractéristique marquante du parc de logements est ainsi une proportion de résidences secondaires et logements occasionnels (9,6 %) supérieure à celle du département (4,1 %) mais inférieure à celle de la France entière (9,7 %).
| Typologie                                               | Neuf-Marché | Seine-Maritime | France entière |
| ------------------------------------------------------- | ----------- | -------------- | -------------- |
| Résidences principales (en %)                           | 81          | 88             | 82,2           |
| Résidences secondaires et logements occasionnels (en %) | 9,6         | 4,1            | 9,7            |
| Logements vacants (en %)                                | 9,3         | 7,9            | 8,1            |

### Voies de communication et transports

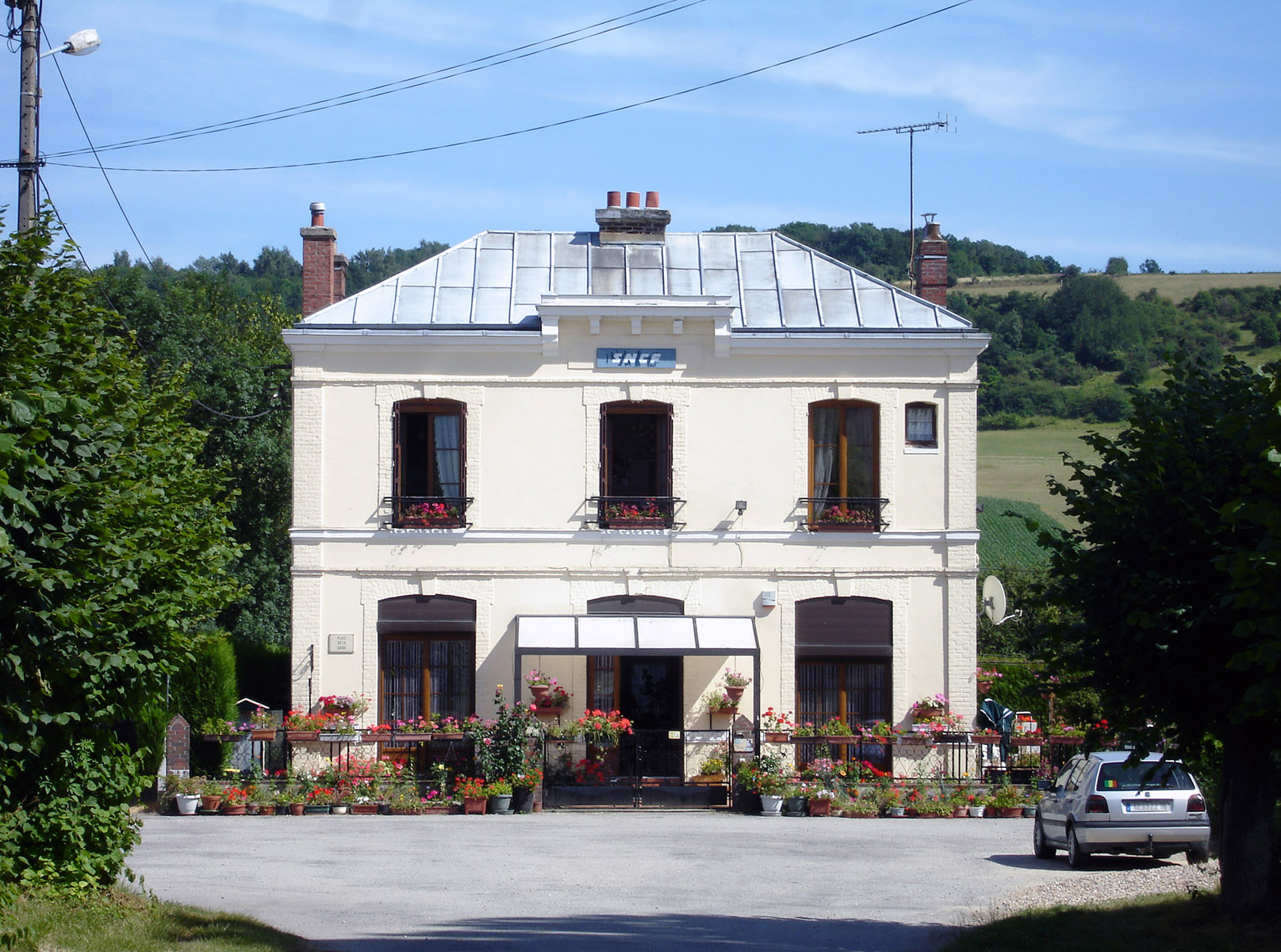
La gare en 2010.

La commune est desservie par l'ancienne route nationale 15 (actuelle RD 915), dont le tracé a été dévié pour éviter le village.
La gare de Neufmarché, située sur la ligne de Saint-Denis à Dieppe, est desservie par des autocars TER Normandie circulant entre Gisors et Serqueux ou Dieppe. Les stations de chemin de fer ouvertes au service ferroviaire la plus proche sont les gares de Sérifontaine ou de Forges-les-Eaux, situées à 9 km de Neuf-Marché.

## Toponymie

### Neuf-Marché
Le nom de la localité est attesté sous les formes latinisées Novo mercato vers 1060, Novo Mercato en 1113, Novum Mercatum vers 1135, Novum Mercatum en 1172-1178, 1189, Novo Mercato vers 1240, Novum Mercatum en 1251, Novum Mercatum en 1363 et romanes Neufmarché en 1458-1459, Neufmarché en 1716, Neufmarché XVIIIe siècle, Neufmarché en 1757, Neufmarché en 1953,,,.
Il s'agit d'une formation toponymique médiévale évoquant un « marché neuf »,,,,. Ce type toponymique est bien attesté en France (et plus généralement, en Europe), à de très nombreuses reprises (cf. Newmarket, Neumarkt). cf. Bernard de Neuf-Marché, appelé parfois Bernard de Newmarket ou de Newmarch en anglais.
La prononciation traditionnelle, en voie de disparition, est « Neu-mar-ché » [nømaʁ'ʃe]. Jusqu'aux années 1950, la graphie était Neufmarché.

### Vardes
Vardes est attesté sous les formes Warandra en 1152, ad Gardes en 1210 et Wardres vers 1240.
François de Beaurepaire considère qu’il s'agit du normand vardes (anciennement wardes) signifiant « gardes », malgré la forme contradictoire de 1152, mais cette hypothèse est confirmée par la mention de 1210 et par la localisation sur la frontière normande de l'Epte qui passe à cet endroit.

## Histoire

### Antiquité
Une voie gallo-romaine y passait, reliant Lyons-la-Forêt à Espaubourg pour la communication de Beauvais à Rouen en passant l'Epte au pont de Bretel situé sur la commune de Saint-Pierre-es-Champs.

### Moyen Âge
Le plus ancien seigneur connu de Vardes est Germer de Fly (mort entre 658 et 664), fils de Rigobert qui est un allié du roi Clotaire, est né à Vardes. Après avoir été courtisan et ministre, il devint moine et saint. Il fut premier abbé de l'abbaye Saint-Germer-de-Fly et conseiller des rois Dagobert et Clovis II.
En 1064, le duc Guillaume, qui allait prendre le surnom de Conquérant, retira Neuf-Marché des mains de la famille de Geoffroy de Neuf-Marché et le fils de celui-ci, Bernard dont la mère est une cousine éloignée du Conquérant, finira par s'exiler en Angleterre, puis au pays de Galles. Guillaume, constatant que les habitants de Beauvais faisaient tous leurs efforts pour ravager les frontières du duché, confia à plusieurs de ses barons, pour le défendre, le château de Neuf-Marché, après en avoir expulsé, pour une légère offense, Geoffroi qui en était l'héritier naturel. L'entreprise des barons ne réussit guère qu'une année, à cause des habitants de Milly et de Gerberoy et d'autres lieux voisins qui infestaient le pays.
Il confie alors le fort à Hugues de Grandmesnil et Gérold, le Sénéchal. En l'espace d'un an, ils firent prisonniers les deux principaux seigneurs du Beauvaisis, et rétablirent dans le pays une tranquillité parfaite, après avoir battu les autres ennemis.
En 1088, Hugues de Grandmesnil décide de remplacer les chanoines de la collégiale par des moines bénédictins.
On sait que le château de Vardes était existant au XIe siècle, en raison de la présence actuelle d'une tour d'angle datée de cette époque. Il a été ensuite remanié aux XVe, XVIe et XVIIe siècles. L'allée de châtaigniers a été plantée en 1805. Le parc comporte des poiriers dont le plus ancien aurait 400 ans. Jacqueline de Bueil maîtresse officielle d'Henri IV puis épouse de René II Crespin du Bec, marquis de Vardes, y serait morte empoisonnée,.
En 1118-1120, le château de Neuf-Marché est reconstruit par Henri Ier d'Angleterre pour défendre le passage de l'Epte et mettre la Normandie à couvert des hostilités des rois de France. Guillaume de Roumare en devient le gardien. Cependant en 1122, il entre dans la conjuration de la Croix-Saint-Leufroy avec Galéran de Beaumont comte de Meulan, Hugues III de Montfort, Hugues de Neufchâtel, Guillaume Louvel, Baudry de Bray, Thibaud Ier dit Payen de Gisors, et plusieurs autres qui se prononcèrent ouvertement contre l'usurpation de Henri Ier d'Angleterre, avec lesquels, pendant deux ans, il mène des raids dévastateurs depuis Neuf-Marché.
Après avoir maté la rébellion, Henri Ier d'Angleterre remanie la collégiale en 1128.
Après un accord de paix, en 1154, entre Henri II et Louis VII par lequel le roi d'Angleterre récupère Vernon et Neuf-Marché, c'est dans la collégiale Saint-Pierre de Neuf-Marché que, le 31 août 1158, Henri d'Angleterre, âgé de trois ans, fils de Henri II Plantagenêt est fiancé à Marguerite de France, âgée de quelques mois, fille de Louis VII de France.
C'est dans cette même collégiale, en juillet 1160, qu'a lieu le concile validant l'élection du pape Alexandre III et annulant l'élection de l'antipape Victor IV.
En 1195, Philippe Auguste prend Neuf-Marché à Richard Cœur de Lion et le donne à Guillaume III de Garlande en 1198. En 1200, Philippe Auguste, donna à un seigneur de la Lande, Tourville-la-Campagne en échange de Neuf-Marché.
En janvier 1290, à Rouen, Isabeau de Beaumont-Gâtinais fait un échange de son château et garenne de Neufmarché-sur-Epte, avec Philippe le Bel,.
En 1419, Henri V d'Angleterre assiège et reprend Neuf-Marché et détruit la forteresse.
En 1485, il y avait à Vardes une église paroissiale dédiée à la Sainte-Vierge qui fut désaffectée à la Révolution.

### Temps modernes
Au XVIe siècle, la seigneurie  de Vardes passe aux mains du vice-amiral de France Charles Crespin du Bec et de la famille Crespin du Bec.

### Révolution française et Empire
La collégiale est vendue comme bien national vers 1790.

### Époque contemporaine

Neuf-Marché au tout début du XXe siècle
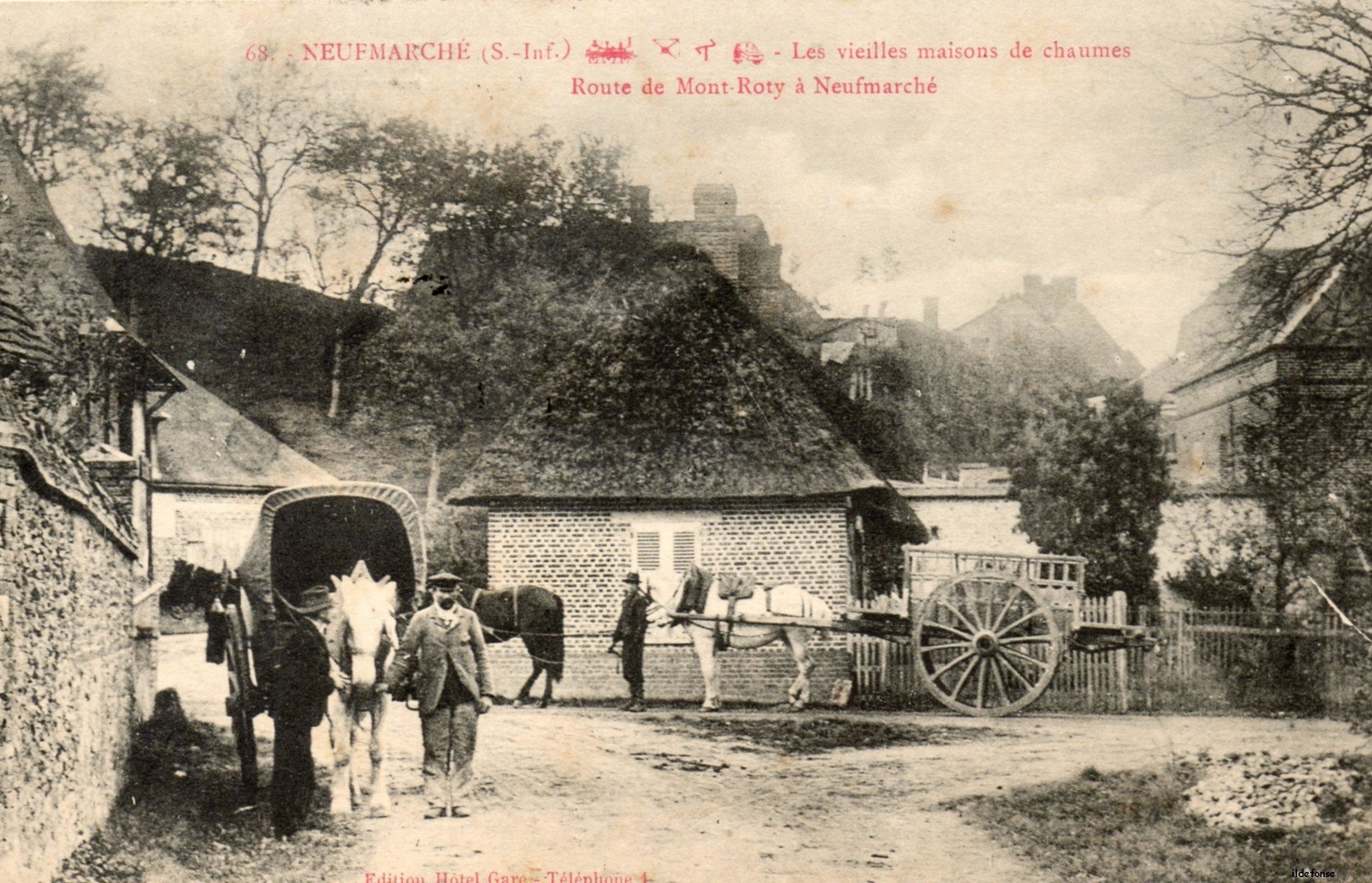
Les vieilles maisons de chaume, route de Mont-Roty

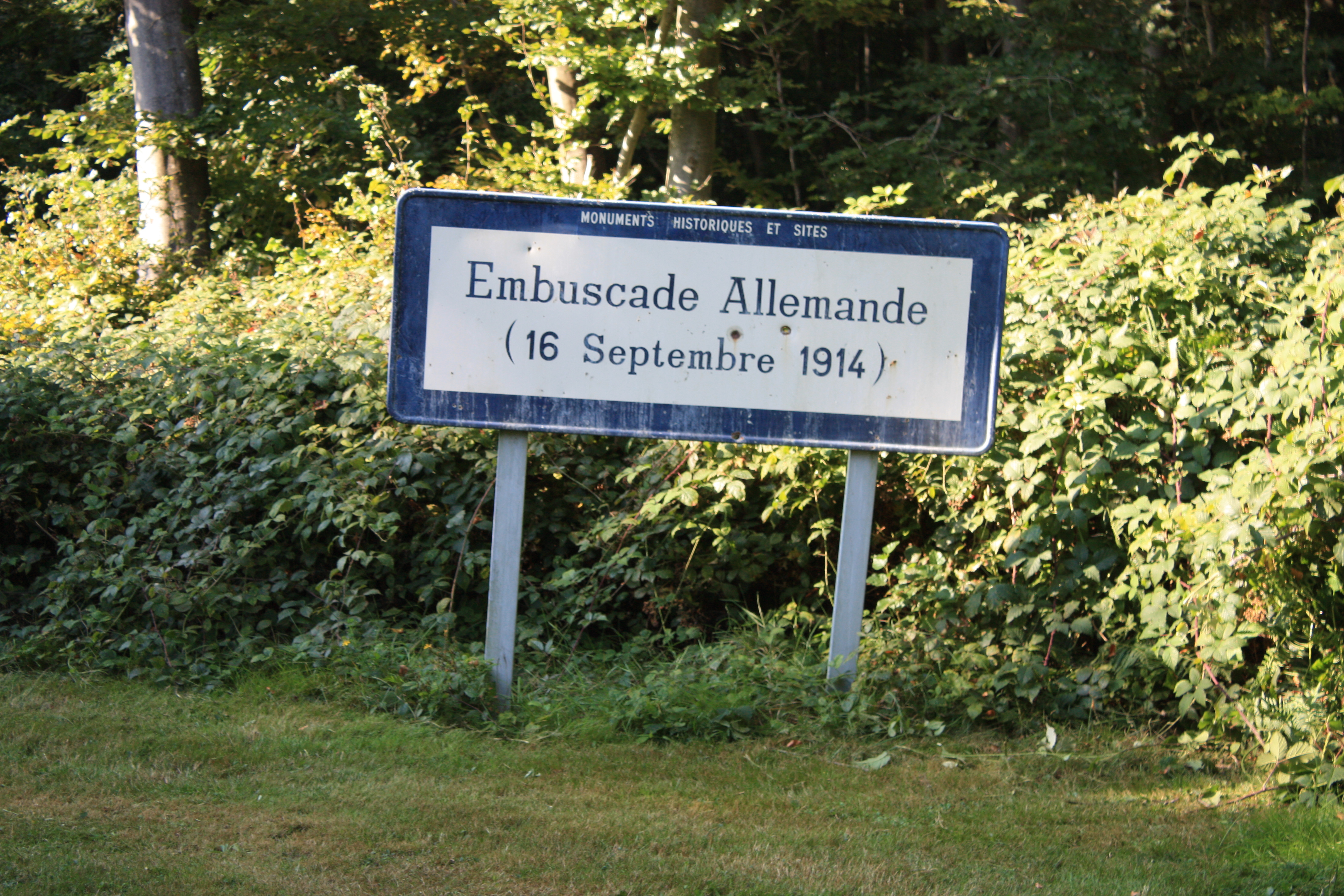

Aux lieux-dits les Flamants de Neuf-Marché et la Rougemare commune de Mainneville, a lieu le 16 septembre 1914 le surprenant combat de la Rougemare et des Flamants entre un commando allemand et la gendarmerie française.
En 1823, la commune, instituée par la Révolution française, de Vardes est absorbée par celle de Neuf-Marché.

## Politique et administration

### Rattachements administratifs et électoraux

#### Rattachements administratifs
La commune se trouve depuis 1926 dans l'arrondissement de Dieppe du département de la Seine-Maritime.
Elle faisait partie depuis 1793 du canton de Gournay-en-Bray. Dans le cadre du redécoupage cantonal de 2014 en France, cette circonscription administrative territoriale a disparu, et le canton n'est plus qu'une circonscription électorale.

#### Rattachements électoraux
Pour les élections départementales, la commune fait partie depuis 2014 d'un nouveau canton de Gournay-en-Bray porté de 16 à 67 communes.
Pour l'élection des députés, elle fait partie de la deuxième circonscription de la Seine-Maritime.

### Intercommunalité
Neuf-Marché était membre de la communauté de communes du Bray-Normand, un établissement public de coopération intercommunale (EPCI) à fiscalité propre créé fin 2001 et auquel la commune avait transféré un certain nombre de ses compétences, dans les conditions déterminées par le code général des collectivités territoriales.
Dans le cadre des dispositions de la loi portant nouvelle organisation territoriale de la République du 7 août 2015, qui prévoit que les établissements publics de coopération intercommunale (EPCI) à fiscalité propre doivent avoir un minimum de 15 000 habitants, cette intercommunalité a fusionné avec ses voisines pour former, le 1er janvier 2017, la communauté de communes des Quatre Rivières, dont est désormais membre la commune.

### Liste des maires
| Période                                  | Période                    | Identité                     | Étiquette     | Qualité |
| ---------------------------------------- | -------------------------- | ---------------------------- | ------------- | --- |
| Les données manquantes sont à compléter. |                            |                              |               | |
|                                          |                            |                              |               | |
| vers 1914                                |                            | Couverchel                   |               | |
|                                          |                            |                              |               | |
| 1934                                     |                            | Georges Heuillard,           | Radical       | Directeur de coopérative agricole Conseiller général de Gournay-en-Bray (1937 → 1940 et 1945 → 1952) Destitué par le Gouvernement de Vichy, résistant, déporté en 1943 |
|                                          |                            |                              |               | |
|                                          | 1952                       | Georges Heuillard,           | Radical       | Directeur de coopérative agricole, résistant, déporté Nommé à l'Assemblée consultative provisoire à Paris en 1945 Député de la Seine-Inférieure (1re circ.) (1951 → 1952) Conseiller général de Gournay-en-Bray (1933 → 1940 et 1945 → 1952) Chevalier de la Légion d'honneur Mort en fonction |
| octobre 1947                             | mai 1953                   | Louis Dumont                 | DVD           | |
| mai 1953                                 | 1972                       | M. Claude Heuillard          | Parti radical | Fils de Georges Heuillard, négociant en grains Député de la Seine-Maritime (10e circ.) (1958 → 1962) Conseiller général de Gournay-en-Bray (1952 → 1987) |
| 1972                                     | mars 1977                  | Jacques Heuillard            | RPR           | Fils de Georges Heuillard, résistant, ingénieur |
| mars 1977                                | 1982                       | Claude Heuillard             | UDF           | Frère de Jacques Heuillard, négociant en grains Conseiller général de Gournay-en-Bray (1952 → 1987) |
| 1982                                     | mars 1989                  | Marcel Fasquelles            | DVD           | |
| mars 1989                                | juin 1995                  | Françoise Châtel de Brancion | DVD           | Enseignante Maire-adjointe de Boulogne-Billancourt (1983 → 1989) Officière de l'Ordre national du Mérite |
| juin 1995                                | mai 2020                   | Didier Degry                 | UMP           | Salarié du secteur privé |
| mai 2020,                                | En cours (au 10 août 2020) | M. Dominique But             |               | Fonctionnaire retraité |

## Équipements et services publics

### Enseignement
Les enfants de la commun sont scolarisés avec ceux d'Ernemont-la-Villette, Bouchevilliers et Saint-Pierre-es-Champs dans le cadre d'un regroupement pédagogique intercommunal (RPI). Neuf-Marché en accueille deux écoles, l'une primaire (Jules-Ferry), l'autre maternelle (Jean-Moulin).

### Postes et télécommunications
Une agence postale communale se trouve en mairie.

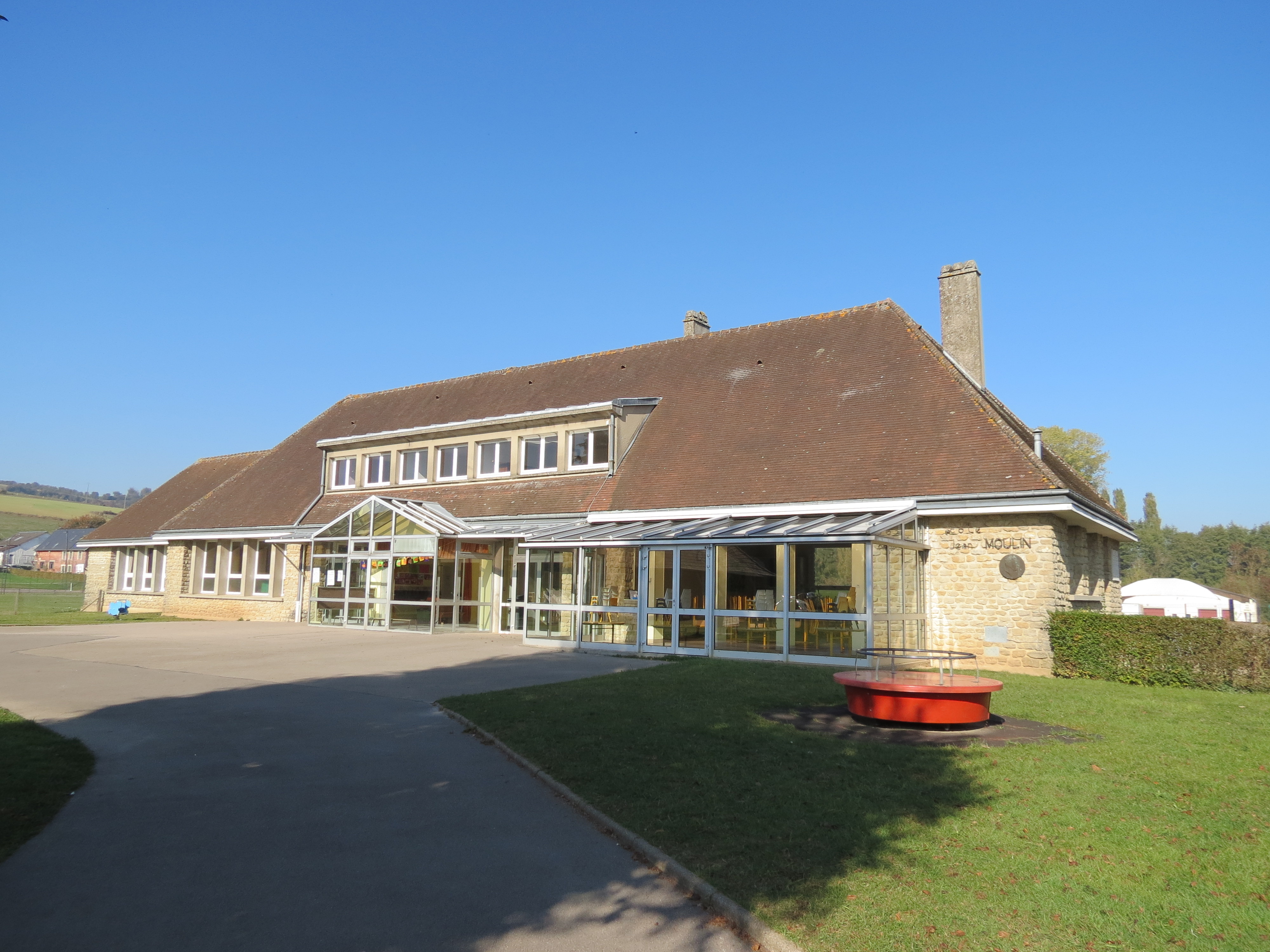
L'école Jean-Moulin en 2018...
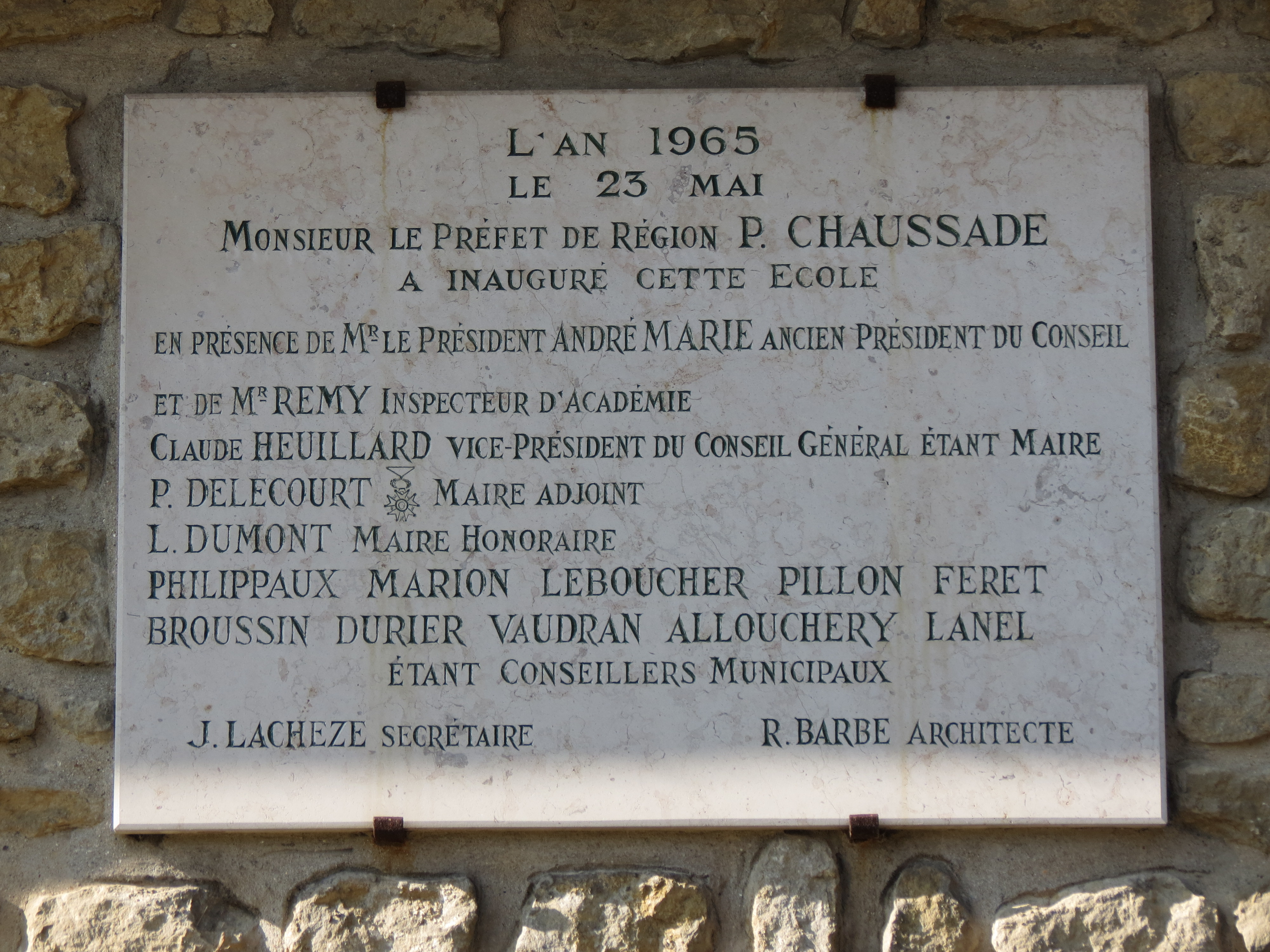
... et sa plaque d'inauguration.
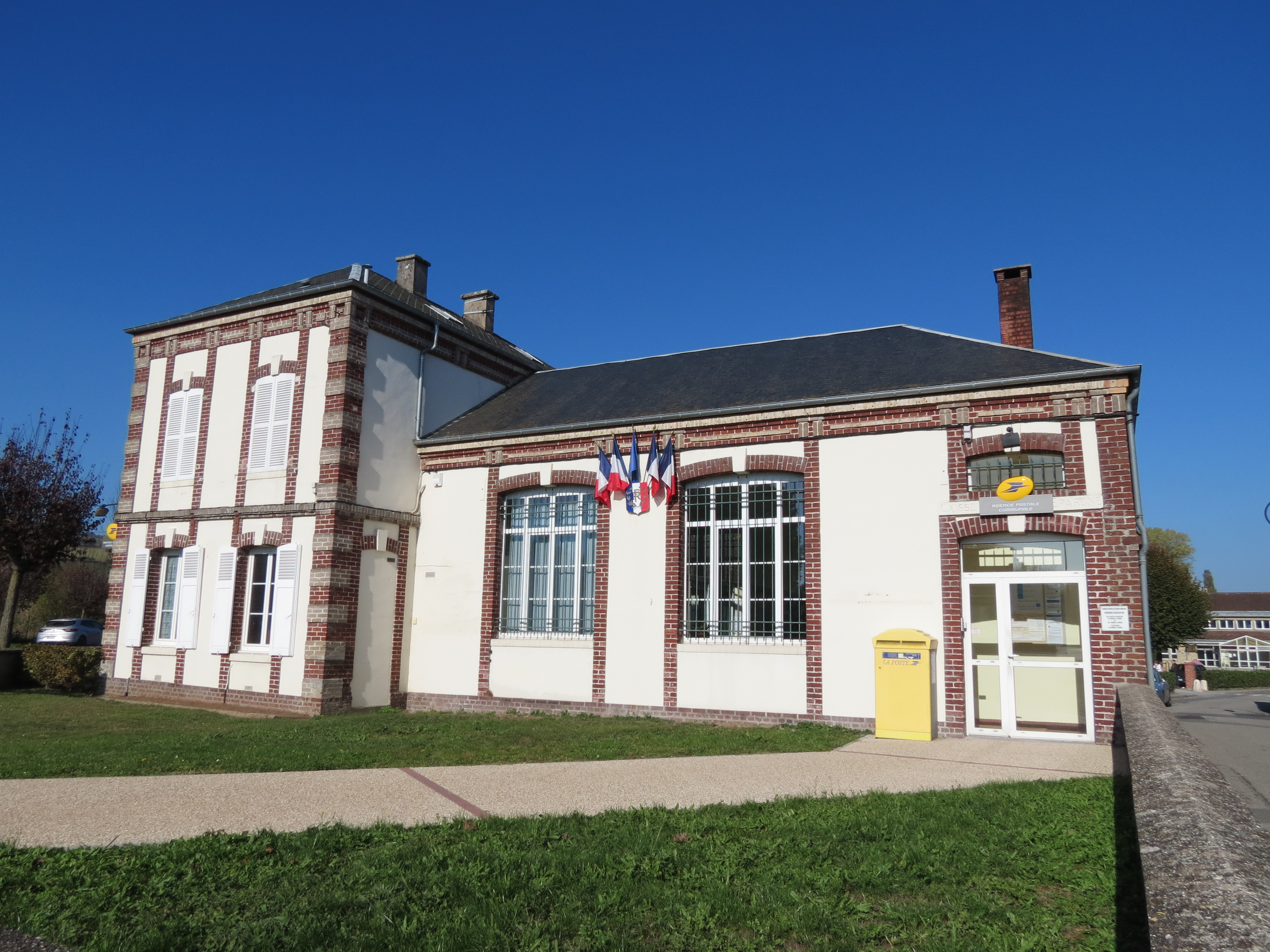
La poste en 2018.
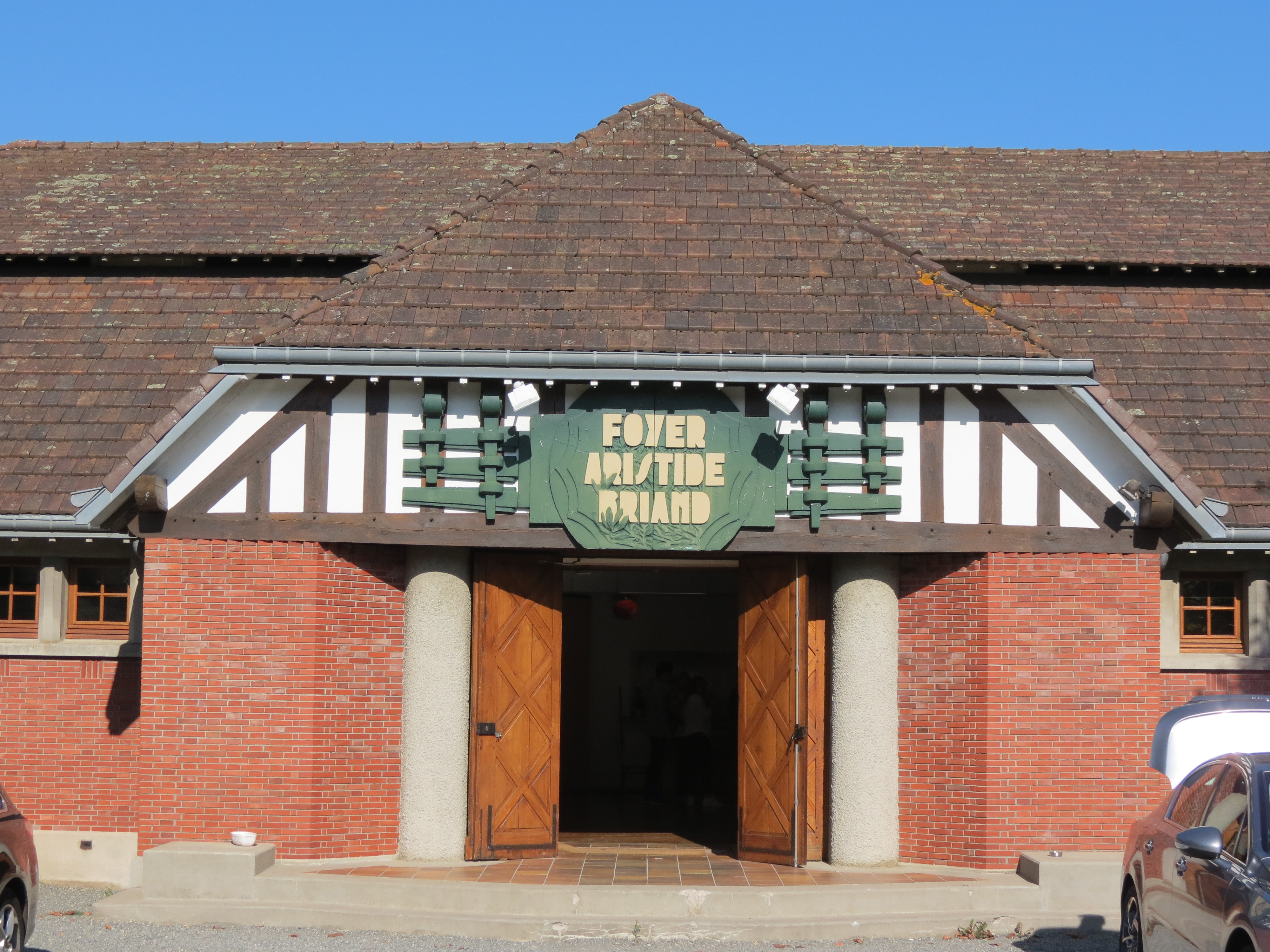
Le fronton du foyer Aristide-Briand

## Population et société
Ses habitants sont appelés les Novomarquiens.

### Démographie
L'évolution du nombre d'habitants est connue à travers les recensements de la population effectués dans la commune depuis 1793. Pour les communes de moins de 10 000 habitants, une enquête de recensement portant sur toute la population est réalisée tous les cinq ans, les populations de référence des années intermédiaires étant quant à elles estimées par interpolation ou extrapolation. Pour la commune, le premier recensement exhaustif entrant dans le cadre du nouveau dispositif a été réalisé en 2007.

En 2022, la commune comptait 647 habitants, en évolution de −4,29 % par rapport à 2016 (Seine-Maritime : +0,35 %, France hors Mayotte : +2,11 %).
| 1793 | 1800 | 1806 | 1821 | 1831 | 1836 | 1841 | 1846 | 1851 |
| ---- | ---- | ---- | ---- | ---- | ---- | ---- | ---- | ---- |
| 816  | 709  | 716  | 616  | 792  | 766  | 801  | 811  | 745  |

| 1856 | 1861 | 1866 | 1872 | 1876 | 1881 | 1886 | 1891 | 1896 |
| ---- | ---- | ---- | ---- | ---- | ---- | ---- | ---- | ---- |
| 697  | 718  | 724  | 720  | 657  | 656  | 629  | 621  | 623  |

| 1901 | 1906 | 1911 | 1921 | 1926 | 1931 | 1936 | 1946 | 1954 |
| ---- | ---- | ---- | ---- | ---- | ---- | ---- | ---- | ---- |
| 586  | 559  | 588  | 592  | 620  | 602  | 619  | 646  | 565  |

| 1962 | 1968 | 1975 | 1982 | 1990 | 1999 | 2006 | 2007 | 2012 |
| ---- | ---- | ---- | ---- | ---- | ---- | ---- | ---- | ---- |
| 600  | 569  | 536  | 514  | 568  | 635  | 671  | 676  | 696  |

| 2017 | 2022 | - | - | - | - | - | - | - |
| ---- | ---- | - | - | - | - | - | - | - |
| 667  | 647  | - | - | - | - | - | - | - |

## Culture locale et patrimoine

### Lieux et monuments
- Collégiale Saint-Pierre  Classée MH (2004)[37],[55], des XIIe et XIIIe siècles.
- Manoir de Vardes  Inscrit MH (2002)[56] (propriété privée), construit vers 1575-1585 par la famille du Bec Crespin, dans un but à la fois seigneurial et défensif, désormais de style Louis XVIII, et où est né Antoine de Bourbon, comte de Moret, fils illégitime d'Henri IV.
- Trois porches du XVIIIe siècle : presbytère (3 grande rue), ancien hôtel royal (4 place du bourg), ancienne ferme seigneuriale (4 rue Sylvain Grébaut).
- Château d'Henri Ier Beauclerc, ruine (propriété privée). Ce château fut l'enjeu de nombreuses batailles entre les rois de France et d'Angleterre.
- Presbytère de 1728[57].
- Monument commémoratif du combat de la Rougemare et des Flamants en forêt de Lyons dû au statuaire Robert Delandre (1929).
- Chapelle Notre-Dame-de-Bonsecours.

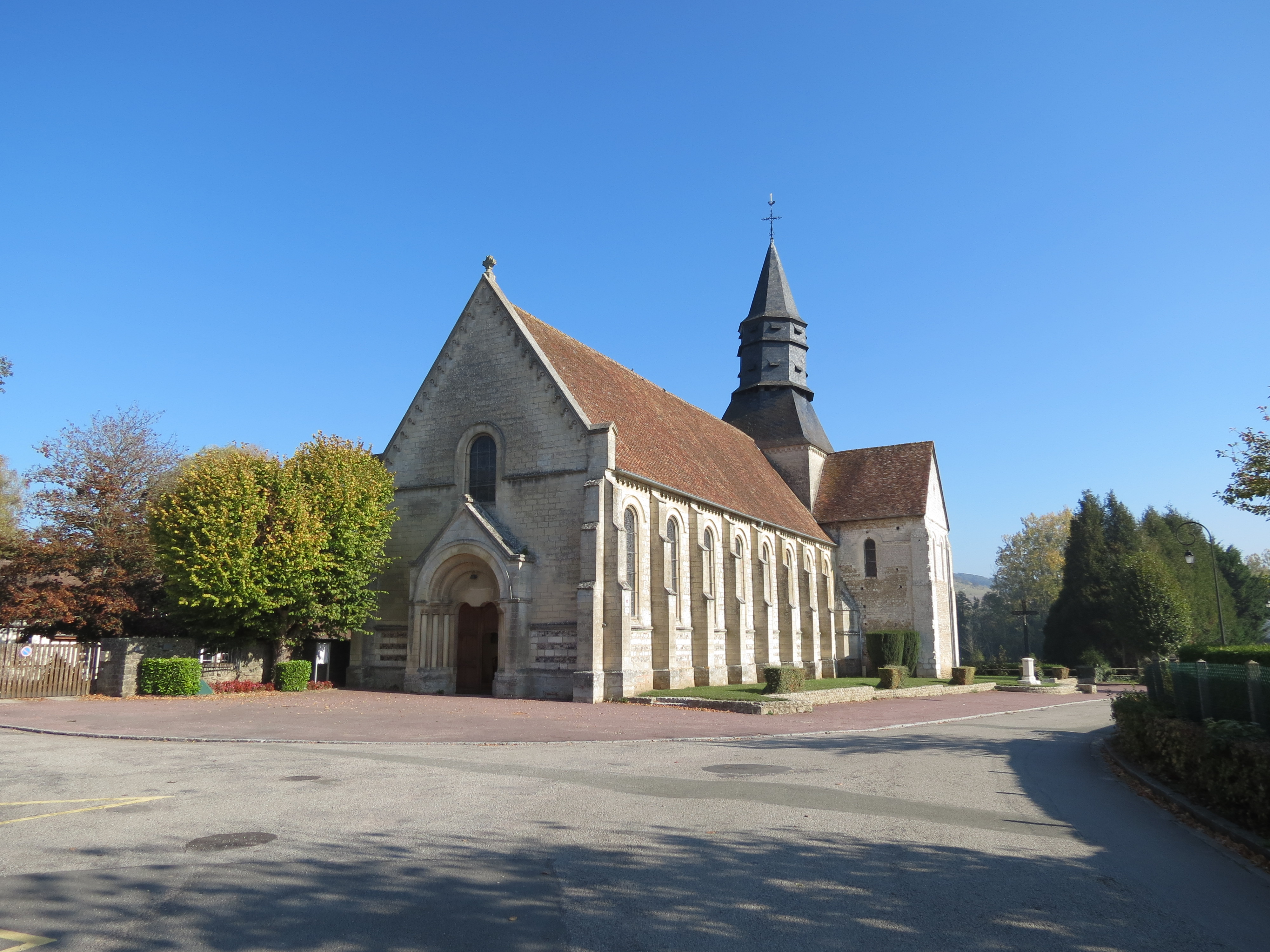
La collégiale Saint-Pierre...
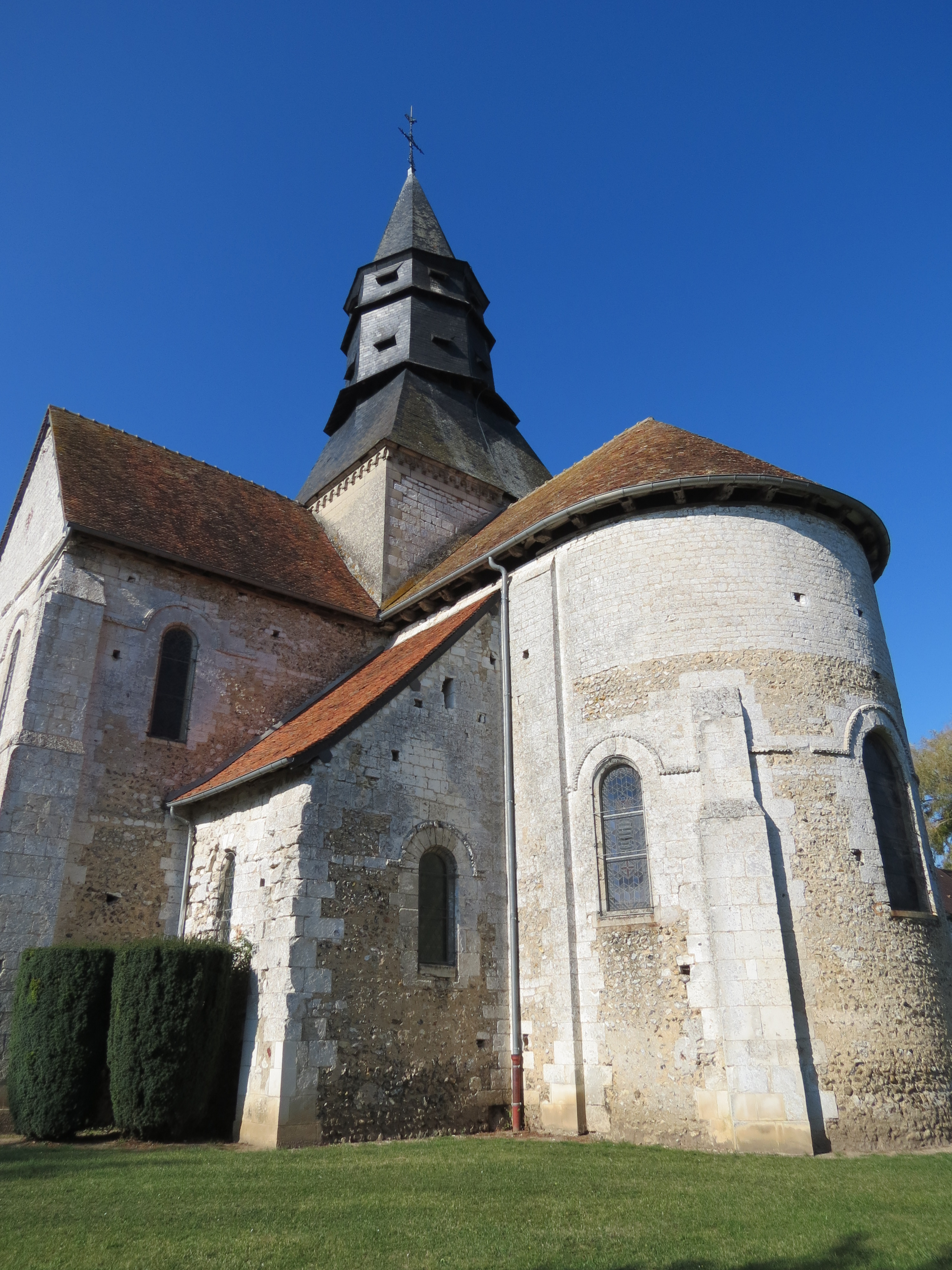
... et son chevet.
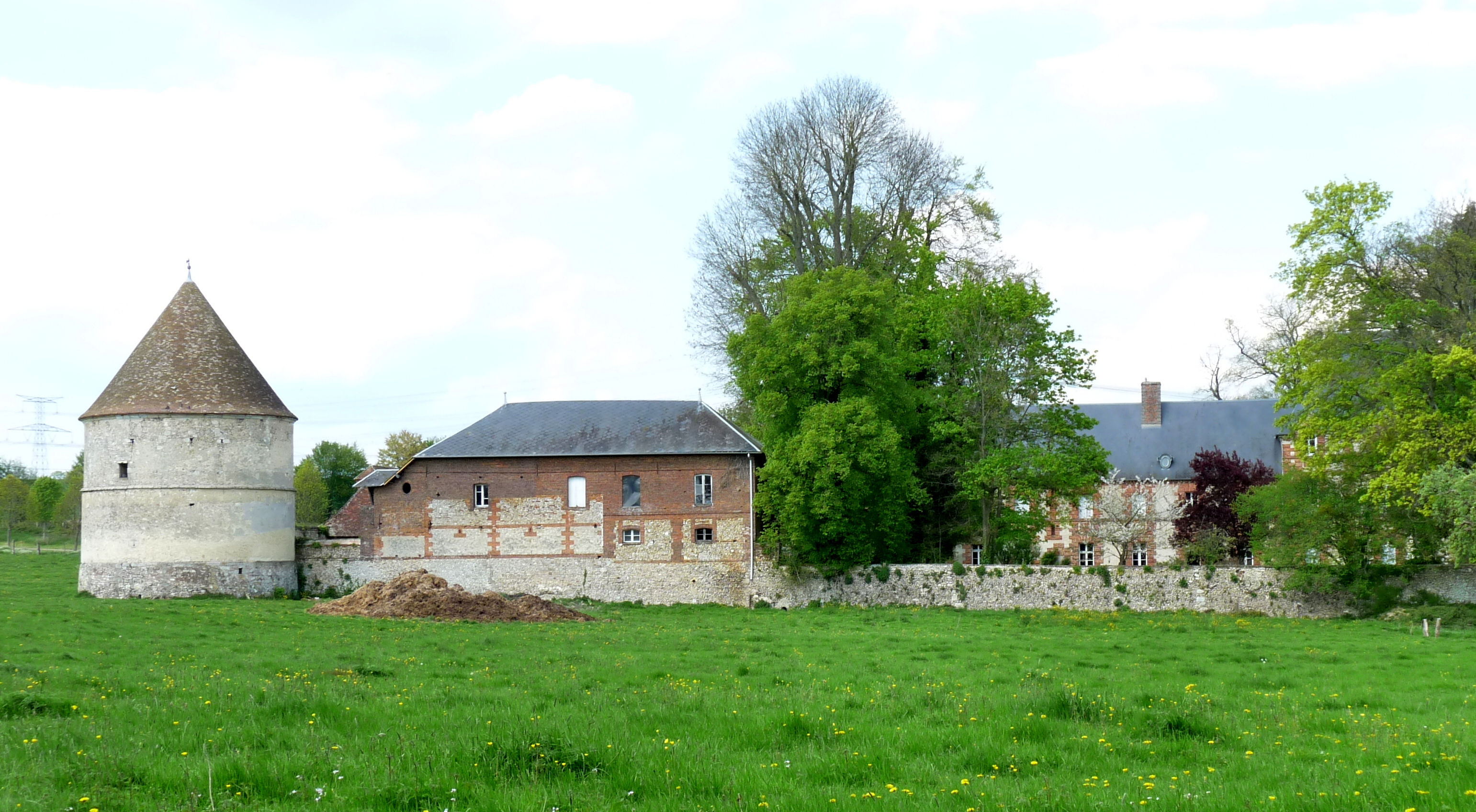
Manoir de Vardes.
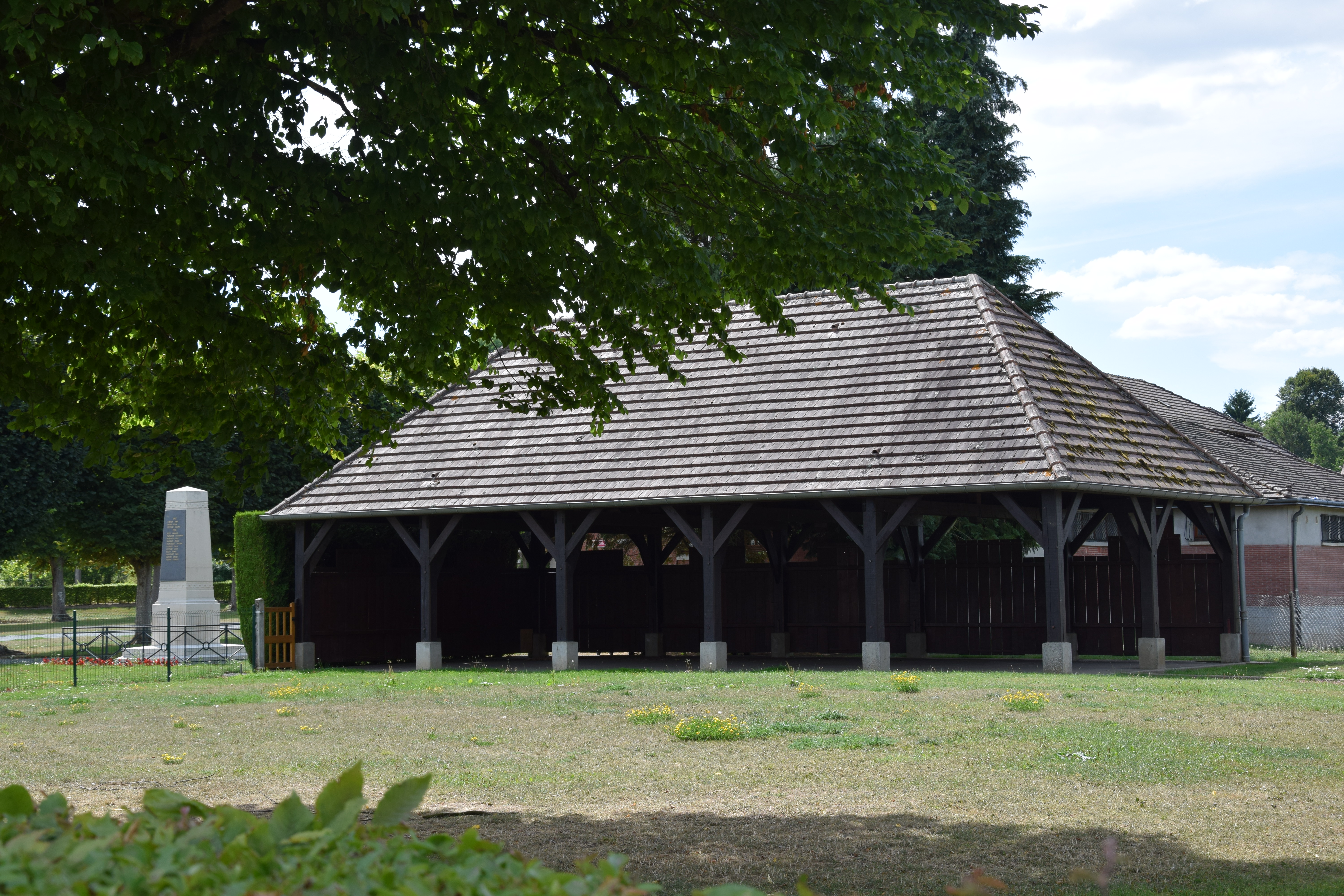
La halle et le monument aux morts.
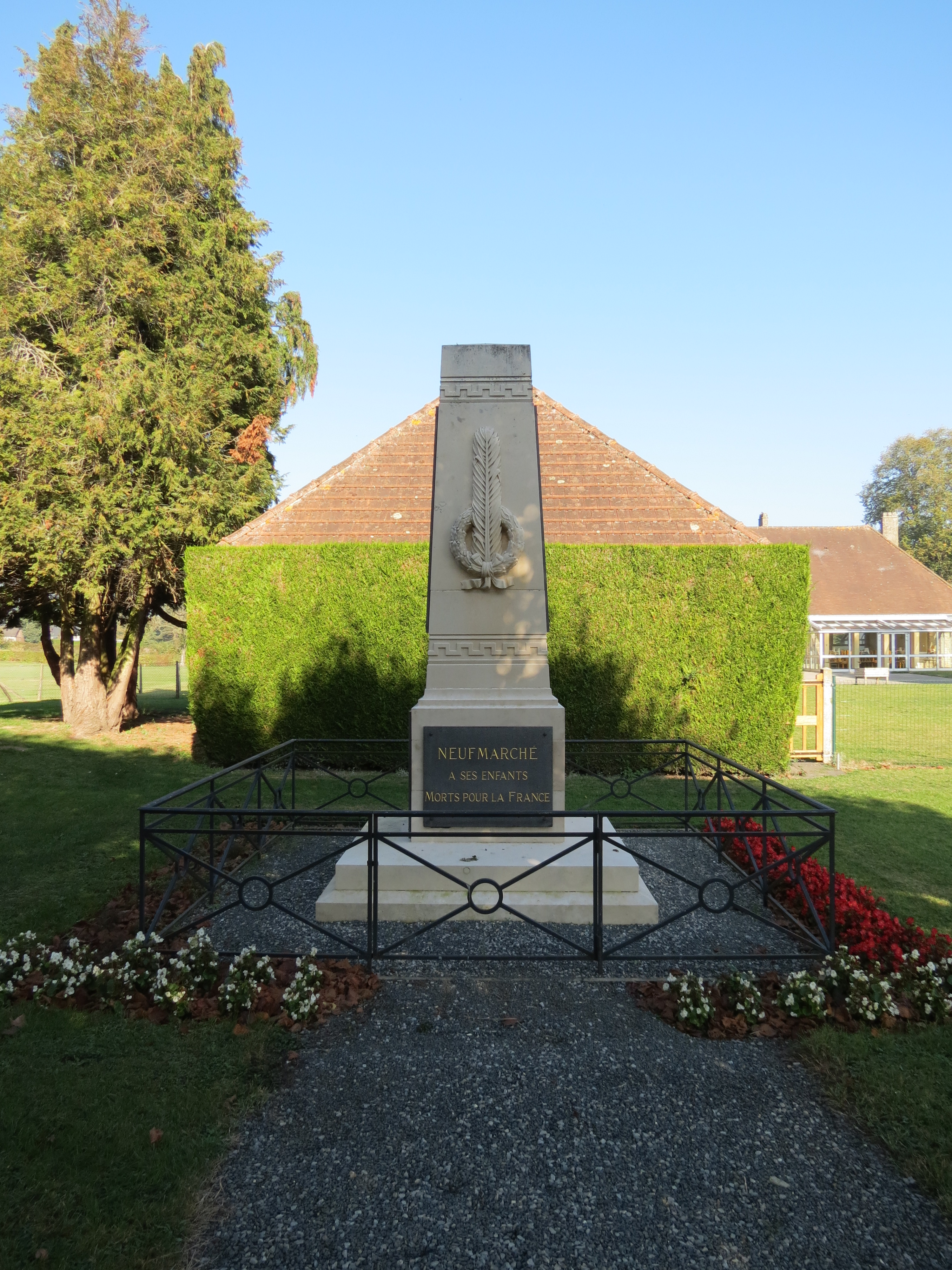
Le monument aux morts.

### Personnalités liées à la commune

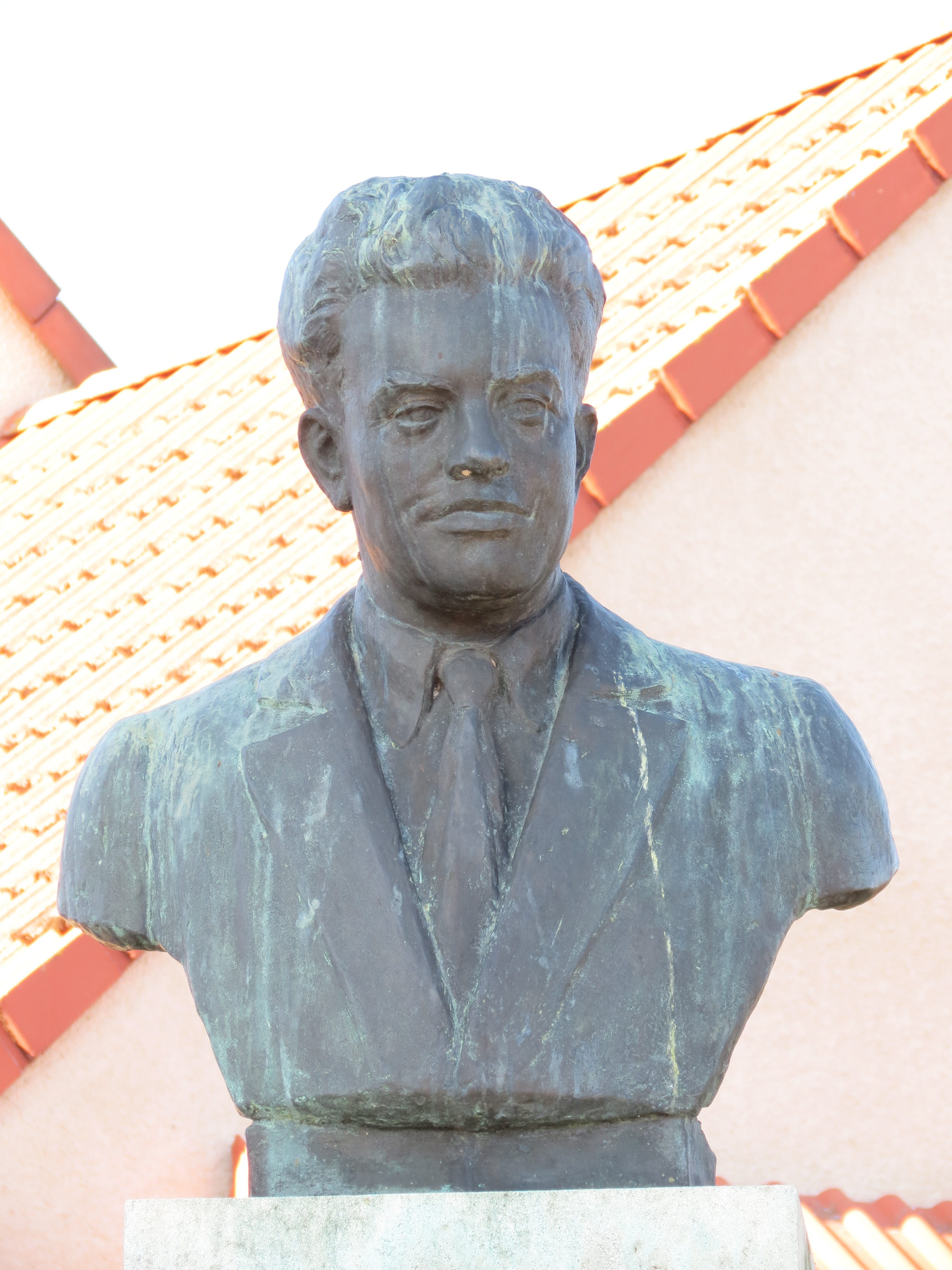
Buste de Georges Heuillard (1899-1952), député-maire de Neuf-Marché, résistant, déporté.

- Germer de Fly (mort vers 658) premier abbé de l'abbaye Saint-Germer-de-Fly, seigneur de Vardes, Conseiller du roi Dagobert puis de Clovis II.
- Bernard de Neuf-Marché (mort entre 1121 et 1125), seigneur anglo-normand, conquérant du royaume de Brycheiniog au Pays de Galles.
- Béatrix Beck (1914-2008), auteure, romancière, lauréate du prix Goncourt en 1952 pour son roman Léon Morin, prêtre puis, en 1979, du prix du Livre Inter avec La Décharge.[pourquoi ?]

### Héraldique
| Blason de Neuf-Marché | Blason  | D'azur au château de trois tours d'or ouvertes de sable, celle du centre plus haute, posées sur une burelle ondée d'argent ; au chef cousu de gueules chargé d'un léopard d'or. Devise / CriNovus mercatum potentissimum poene inexpugnabile (Neuf Marché puissance presque imprenable). |
| Blason de Neuf-Marché | Détails | Le léopard d'or sur champ de gueules rappelle les armes de la Normandie. Le statut officiel du blason reste à déterminer. |

### Randonnées
La commune de Neuf-Marché est le point de départ ou de passage de plus d'une 20ène de randonnées pédestres et à cheval notamment:
- Le Bois du Temple et le Collégiale Saint-Pierre
- Les ruines du château fort de Neuf-Marché
- Une boucle à cheval sur 3 départements
- Boucle à Bouchevilliers
- La Hêtraie et le monument de la Rouge Mare
- La Côté Blanche à Ernemont-la-Villette
- La Collégiale Saint-Hildevert